# Jean Pelletier
Pour les articles homonymes, voir Jean Pelletier et Pelletier.
Jean Pelletier, né le 21 février 1935 à Chicoutimi et mort le 10 janvier 2009 à Québec, est un homme politique et journaliste québécois.

## Biographie
Filleul du ministre unioniste Onésime Gagnon, Jean Pelletier est d'abord attaché de presse d'Antonio Barrette, premier ministre du Québec. Il fonde le Progrès civique avec Gilles Lamontagne en 1962. Entre 1964 et 1970, il est courtier en valeur immobilières. Il est le maire de la ville de Québec pendant 12 ans, entre 1977 et 1989. En 1979, il cofonde l'Association internationale des maires francophones avec Jacques Chirac, alors maire de Paris.
Il est ensuite de 1991 à 2001 le chef du cabinet du premier ministre canadien Jean Chrétien. Il est surnommé "The Velvet Executioner" ou "The Elegant Executioner" par les Canadiens anglophones.
Il est blâmé par le juge John Gomery dans le scandale des commandites, bien qu'il conteste ses conclusions devant un tribunal. « Dans la guerre, on ne se demande pas si les munitions sont payées, on les tire. »
Jean Pelletier préside également de 2001 à 2004 le conseil d'administration de Via Rail Canada.
Il est officier de l'Ordre du Canada et de l'Ordre national du Québec ainsi que de la Légion d'honneur française au grade de commandeur.
Jean Pelletier meurt le 10 janvier 2009 d'un cancer du côlon.

## Honneurs
- 1985 : officier de l'Ordre du Canada
- 1990 : officier de l'Ordre national du Québec
- 1998 : commandeur de la Légion d'honneur
- 2003 : Académie des Grands Québécois
- 2003 : Médaille Gloire de l'Escolle
- 2008 : Médaille de la Ville de Québec

## Hommages
- La place Jean-Pelletier est nommée en son honneur en 2014. Selon l'historien Réjean Lemoine, le retour des trains à Québec en 1985 et la survie de la gare est due au maire Jean Pelletier. Il s'agit de l'ancienne Place de la Gare devant la Gare du Palais sur la Rue Saint-Paul à Québec.

## Sources externes
- Le fonds d'archives de Jean Pelletier est conservé au centre d'archives de Québec de Bibliothèque et Archives nationales du Québec[4].